# Välmående Armenien
Välmående Armenien (armeniska: Բարգավաճ Հայաստան Կուսակցություն, Bargavadzj Hajastan Kusaktsutjun), förkortat ԲՀԿ (BHK), är det ledande oppositionspartiet i Armenien. Partiet grundades av affärsmannen och förre armbrytningsvärldsmästaren Gagik Tsarukjan år 2005.
I det självständiga Armeniens tre första parlamentsval, 2007,  2012 och 2017 blev Välmående Armenien parlamentets näst största parti. I det sistnämnda valet som del av en valkartell, Tsarukjan-alliansen.

## Valresultat
| Parlamentsval | antal röster | % av rösterna | mandat |
| ------------- | ------------ | ------------- | ------ |
| 2007          | 204 483      | 15,13         | 26     |
| 2012          | 454 673      | 30,12         | 37     |
| 2017          | 428 965      | 27,35         | 31     |